# Inmigración checa en Venezuela
Los checos han tenido una presencia notable en el ámbito educativo, cultural y económica en Venezuela.

## Historia
Uno de los primeros inmigrantes checos fue Emil Friedman (1908 - 2002) destacado músico, abogado y educador. Arribó a Maracaibo en 1945 donde fue Director de la Academia de Música del Estado Zulia, violinista principal del Cuarteto Maracaibo y fundador de la Sociedad Zuliana de Conciertos, agregándose las sedes de San Cristóbal, Valencia y Caracas. En Caracas funda el prestigioso Colegio Emil Friedman.
Para 1950, la colonia checa era uno de los grupos inmigrantes más escasos en el país: 1 mil 224 personas, según el censo de la época. No era frecuente que los checoslovacos salieran de su país con las esperanzas expresas de radicarse en Venezuela. Muchos llegaban luego de probar suerte en otros países; otros, por referencia de terceros. Pero la principal razón para asentarse aquí era simplemente, la facilidad con que el Gobierno otorgaba visas.
La segunda ola de inmigración que salió de Checoslovaquia tras los acontecimientos de la Primavera de Praga en 1968, fue numerosa. Aunque la mayoría prefería países de Europa Occidental, Estados Unidos o Canadá, unos pocos llegaron a Venezuela, no sin antes tocar puerta en otras naciones. Pero luego de la división de Checoslovaquia (escindida hoy en República Checa y Eslovaquia), de la apertura democrática y de dos procesos de elecciones presidenciales, la inmigración a Venezuela ha sido casi nula. En la Embajada de la República Checa en Caracas estaban registrados a final de siglo XX poco más de 200 inmigrantes en el país aunque podrían ser más.

## Personas notables
- Emil Friedman, Vionilista
- Ilan Chester, Cantante y Músico.
- Vanessa Neumann, Política.
- Carlos Stohr, Poeta.
- Ernst Tugendhat, Filósofo.